# Nišići
Nišići (en serbe cyrillique : Нишићи) est un village de Bosnie-Herzégovine. Il est situé dans la municipalité d'Ilijaš, dans le canton de Sarajevo et dans la fédération de Bosnie-et-Herzégovine. Selon les premiers résultats du recensement bosnien de 2013, il compte 56 habitants.

## Démographie

### Évolution historique de la population
| 1948 | 1953 | 1961 | 1971 | 1981 | 1991 | 2013 |
| ---- | ---- | ---- | ---- | ---- | ---- | ---- |
| -    | -    | 171  | 156  | 159  | 134  | 56   |

|  |

### Communauté locale
En 1991, la communauté locale de Nišići comptait 838 habitants, répartis de la manière suivante :